# Sembakkam
Sembakkam é uma panchayat (vila) no distrito de Kancheepuram, no estado indiano de Tamil Nadu.

## Demografia
Segundo o censo de 2001,  Sembakkam  tinha uma população de 22,671 habitantes. Os indivíduos do sexo masculino constituem 51% da população e os do sexo feminino 49%. Sembakkam tem uma taxa de literacia de 83%, superior à média nacional de 59.5%: a literacia no sexo masculino é de 86% e no sexo feminino é de 80%. Em Sembakkam, 9% da população está abaixo dos 6 anos de idade.